# Chilostoma nympha
Chilostoma nympha is een slakkensoort uit de familie van de Helicidae. De wetenschappelijke naam van de soort is voor het eerst geldig gepubliceerd in 1996 door Subai.